# Leucospis schlettereri
Leucospis schlettereri är en stekelart som beskrevs av Schulthess-schindler 1899. Leucospis schlettereri ingår i släktet Leucospis och familjen Leucospidae.
Artens utbredningsområde är Moçambique. Inga underarter finns listade i Catalogue of Life.